# 高橋克己 (農学者)

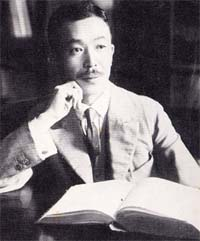
高橋克己

高橋 克己（たかはし かつみ、1892年3月9日 - 1925年2月8日）は、和歌山県和歌山市出身の農学博士。

## 生涯
明治25年（1892年）3月9日、和歌山県海草郡木本村（現：和歌山市木ノ本）に生まれた。
木本尋常小学校、旧制和歌山中学校（現：県立桐蔭高等学校）、第三高等学校を経て、1914年東京帝国大学農学部農芸化学科に入学。卒業後は東京帝国大学院に入学し、鈴木梅太郎の指導のもとで油脂成分の研究に従事した。1920年（大正9年）理化学研究所研究生として研究を続けた。
1920年（大正9年）11月23日、奈良県の藤岡長二郎六女・英子と結婚し、1922年（大正11年）5月に長女・ユリが生まれ、1924年（大正13年）4月には次女・多恵が生まれている。
1922年（大正11年）、それまで存在は認められていたものの、抽出が困難とされていたビタミンAをタラの肝油から分離・抽出することに成功したと日本化学会で発表する。ここで抽出されたビタミンAは「理研ビタミン」の名称で商品化され、多くの病人を救った。1924年（大正13年）鈴木梅太郎とともに帝国学士院賞を受賞。その賞金を母校の和歌山中学校に全額寄付した。
1925年（大正14年）農学博士の学位を受けるが、その8日後の2月8日に死去。享年32歳。
1950年（昭和25年）、和歌山文化協会から文化功労者として、顕彰された。2020年、和歌山市木ノ本に胸像と説明板が設置された。

## 受賞
- 1924年
  - 3月 - 桜井賞（日本化学会）[要出典]
  - 6月 - 帝国学士院賞（帝国学士院）
- 1925年1月31日 - 農学博士（東京帝国大学農学部）
- 1950年 - 文化功労者（和歌山文化協会）[要出典]

## 家族
- 妻：英子 - 奈良県の藤岡長二郎六女
  - 長女：ユリ
  - 次女：多恵